# ألفونسو رودريغيز (كاتب)
ألفونسو رودريغيز (بالإسبانية: Alfonso Daniel Rodríguez Castelao) (و. 1886 – 1950 م) هو كاريكاتيري، ورسام، وكاتب، وسياسي إسباني، ولد في ريانتشو، كان عضوًا في الحزب الغاليسي، وكان عضوًا في الأكاديمية الملكية الغاليسية، توفي في بوينس آيرس، عن عمر يناهز 64 عاماً، بسبب سرطان الرئة.

## مناصب
تولى منصب عضو مجلس النواب الإسباني ‏.

## التعليم
تعلم في جامعة سانتياغو دي كومبوستيلا.

## وصلات خارجية
- ألفونسو رودريغيز على موقع IMDb (الإنجليزية)
- ألفونسو رودريغيز على موقع ميوزك برينز (الإنجليزية)

- ألفونسو رودريغيز في قاعدة بيانات الأفلام على الإنترنت